# Colter Bay Village
Colter Bay Village, także Colter Bay Area (lokalnie Colter Bay) – jednostka osadnicza, a także miejsce kempingowe w Stanach Zjednoczonych, w stanie Wyoming, w hrabstwie Teton.

## Etymologia
Nazwa osady pochodzi od zatoki jeziora Jackson Lake, Colter Bay.

## Geografia
Jednostka osadnicza leży nad jeziorem Jackson Lake, a dokładnie nad niewielką jego zatoką, Colter Bay. Na wschodzie rozciągają się szczyty górskie pasma Teton Range, najbliżej położony jest Mount Moran oraz Eagle Rest Peak. Cała osada znajduje się na terenie podmokłym, pomiędzy wieloma jeziorami, m.in. Swan Lake, Heron Pond oraz małymi i średnimi potokami, m.in. Third Creek lub Pilgrim Creek. Najbliżej położonymi osadami i miastami są Moran, oddalony o 13 kilometrów, Moose o 27,4 kilometra oraz Kelly o ponad 30 kilometrów. Miejscowość znajduje się na średniej wysokości 2090 m n.p.m.

## Gospodarka

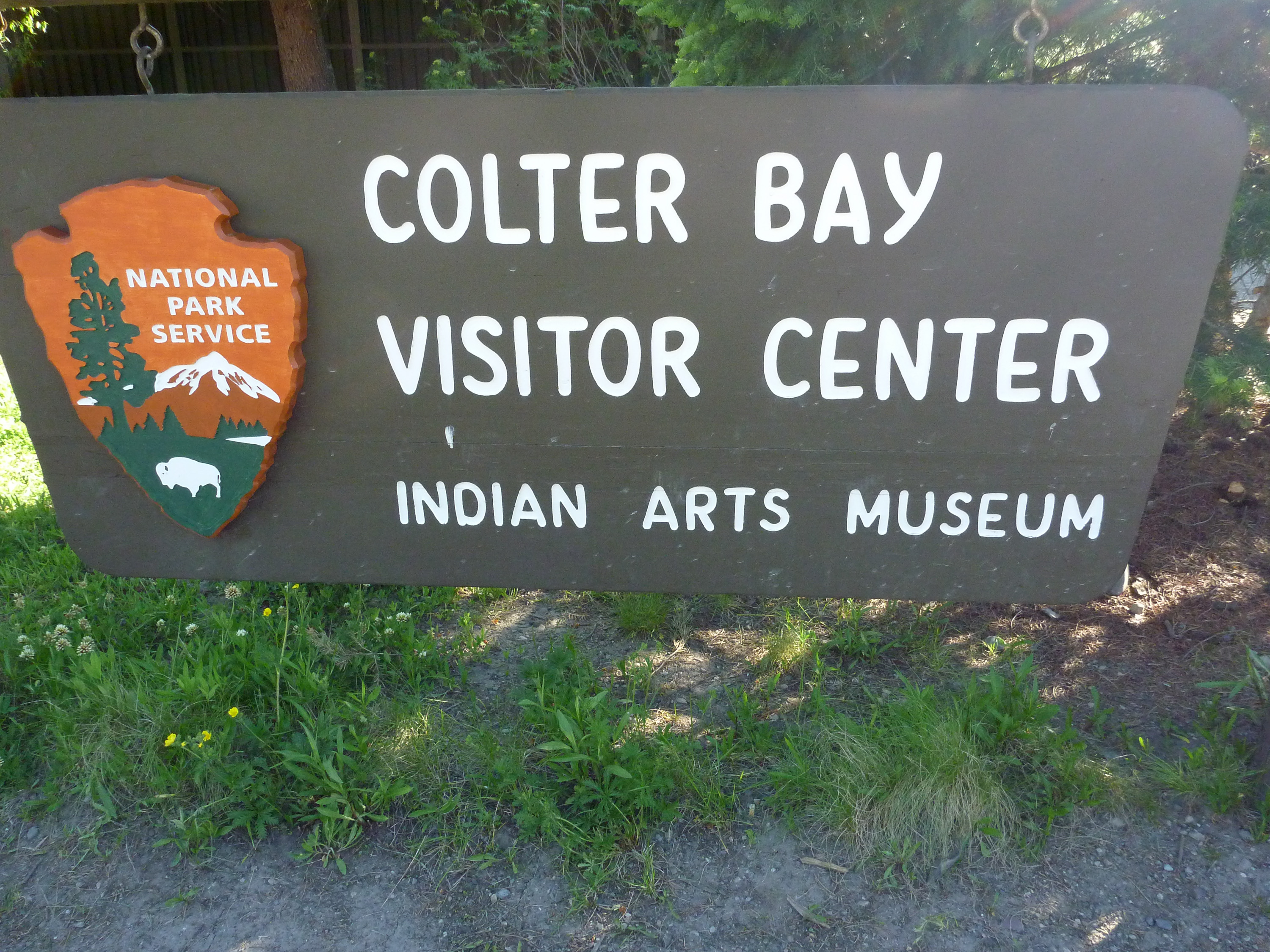
znak Colter Bay Village

Gospodarka Colter Bay Village jest oparta na turystyce. W osadzie znajduje się wiele hoteli i miejsc kempingowych. Ponadto działa tam kilka restauracji, marina żeglarska oraz amfiteatr (Colter Bay Amphitheater). Z jednostki osadniczej prowadzi szlak turystyczny Hermitage Point Trail.

## Historia

### Początki i powstawanie
Kiedy w latach 1933–1935 przybył do Jackson Hole Civilian Conservation Corps (CCC), założonych zostało kilka obozów wokół doliny: u podstawy Jenny Lake i Leigh Lake, niedaleko Lizard Creek i małej, odizolowanej zatoki nad jeziorem Jackson Lake. Główny obóz znajdował się nad jeziorem Jenny Lake, a do dziś pozostało tam kilka budynków, gdzie przebywają Exum Mountain Guides. CCC realizowało kilka projektów w całej dolinie, budując kempingi, szlaki i inne udogodnienia dla odwiedzających. Na Jackson Lake mieli za zadanie usunięcie martwych drzew znajdujących się wzdłuż linii brzegowej, obumarłych z powodu spiętrzenia jego wód w 1906 roku.  

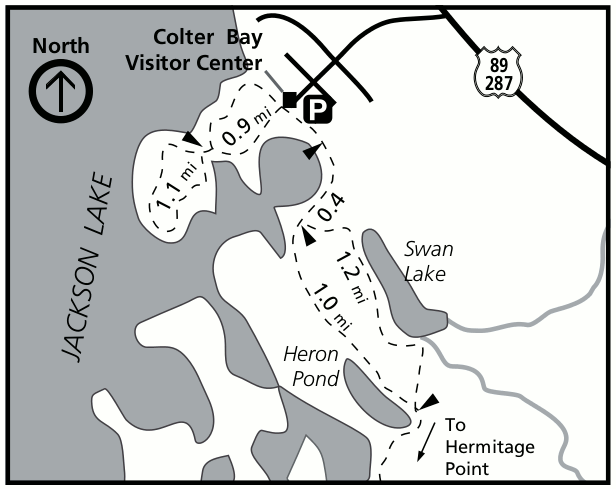
mapa Colter Bay Village

W latach 1933 i 1937 ponad 7000 drzew zostało usuniętych z okolic jeziora. Chociaż linie brzegowe jeziora Jackson Lake oficjalnie nie byłyby częścią Parku Narodowego Grand Teton do 1950 r., w tych wczesnych latach jezioro było nadal popularnym miejscem turystycznym w dolinie. Po rozpoczęciu II wojny światowej CCC opuściła dolinę w 1941 roku. Dawna lokalizacja obozu CCC nad jeziorem Jackson Lake pozostała nieużywana tylko przez dwa lata. Niewielka zatoka, na której się znajdowała, była postrzegana jako idealne miejsce na dostęp do samego jeziora. W 1943 r. obszar ten został uznany przez prezydenta Franklina Delano Roosevelta za część pomnika narodowego Stanów Zjednoczonych Jackson Hole. John D. Rockefeller Jr. był obecny w dolinie od późnych lat dwudziestych XX wieku, kupując ponad 35000 akrów ziemi z zamiarem przekazania jej na rzecz Parku Narodowego. Był świadomy małej zatoki nad jeziorem Jackson Lake, gdzie dawniej przebywała CCC, i zaczął postrzegać to miejsce jako idealne miejsce na nowe miejsce kempingowe. Jedyne inne pole namiotowe w dolinie znajdowało się nad jeziorem Jenny Lake. Przyciągając gości do północnego krańca doliny, bliżej swoich kwater w Moran, Rockefeller Jr. dostrzegł okazję.
Ze względu na duże zakupy gruntów Rockefellera miał także kilkanaście starych domostw, które trzeba było usunąć, aby przywrócić ich naturalny wygląd. Zamiast ponieść koszty rozbiórki i usunięcia, Rockefeller i jego partnerzy z National Park Service przenieśli ponad 186 małych domów i chat z całej doliny do nowo nazwanej osady Colter Bay. Większość chat pochodziło ze starego miasta Moran, Ben Sheffield’s Teton Lodge Company, Square G Ranch, Half Moon Girl’s Dude Ranch, Circle H Ranch i starej Jackson Lake Lodge. Po otwarciu w 1957 r. Colter Bay Village mogło pomieścić do 3000 gości w odnowionych chatach, miejscach namiotowych i parku dla samochodów kempingowych. Wszystkie domki otrzymały nowe fundamenty i nowe dachy wraz z instalacjami wodno-kanalizacyjnymi.

### Otwarcie i teraźniejszość

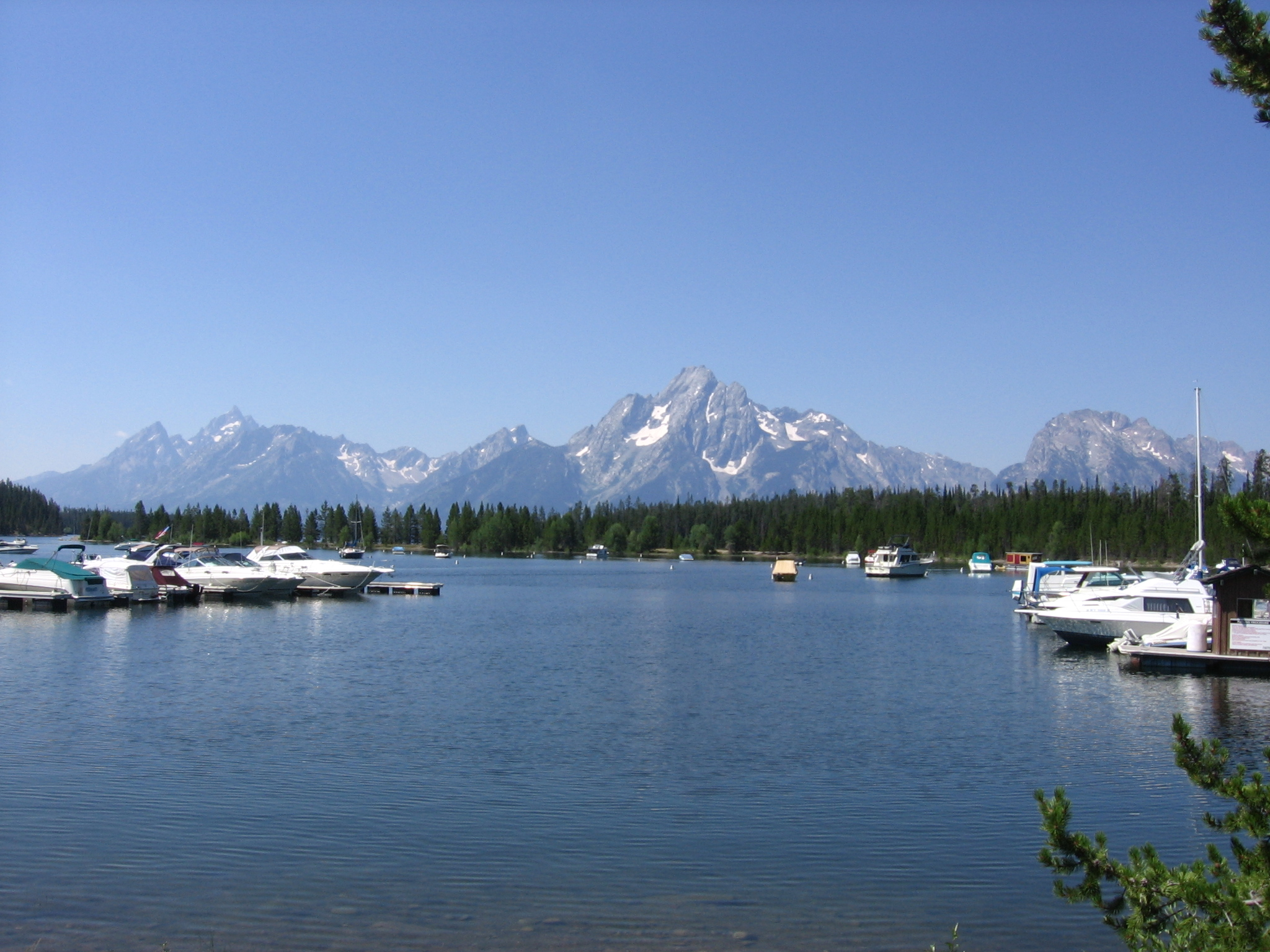
Przystań na terenie Colter Bay Village

Kiedy w 1957 r. otwarto Colter Bay, od razu rozpoczęto plany powiększenia tego obszaru i zwiększenia komfortu zwiedzającym. Wioska domków była dopiero początkiem większego planu. Do aktualizacji został wprowadzony ruch narodowy, a częścią planu była renowacja całej infrastruktury usług dla odwiedzających w każdym parku narodowym z okazji rocznicy 50-lecia National Park Service. Plan ten, znany jako Mission 66 przekształcił Colter Bay, czego rezultatem jest jego dzisiejszy wygląd. Między 1956 r., kiedy plany były inicjowane, a 1966 r., zbudowano dodatkowe obszary utrzymania i użyteczności, ulepszono sklepy, przystań, amfiteatr, mieszkań dla pracowników, kafeterii, pralni i lokalnych dróg. Indian Arts Museum, znajdujące się na terenie osady, zostało otwarte później, w 1973 r. (zaplanowano je po obchodach rocznicy w 1969 r.). Znaczenie udziału Colter Bay Village w programie Mission 66 odróżniła go również od projektów w innych parkach narodowych. Budowa i otwarcie Colter Bay było postrzegane jako eksperyment dla programu na skalę krajową. Osada Colter Bay była pierwszym miejscem kempingowym w Parku Narodowym Grand Teton.
Współcześnie (stan na 2016) Colter Bay pozostaje jednym z najpopularniejszych kempingów w Parku Narodowym Grand Teton. Chociaż przeszedł wiele zmian i rozszerzeń w obszarach mieszkalnych i konserwacyjnych dla pracowników, wioska domków letniskowych pozostaje ważnym zabytkiem. Na terenie Colter Bay zaczęła się także osiedlać pojedyncza ludność. Wiele domów letniskowych znajdujących się na terenie osady posiada już wartość historyczną.

## Przypisy

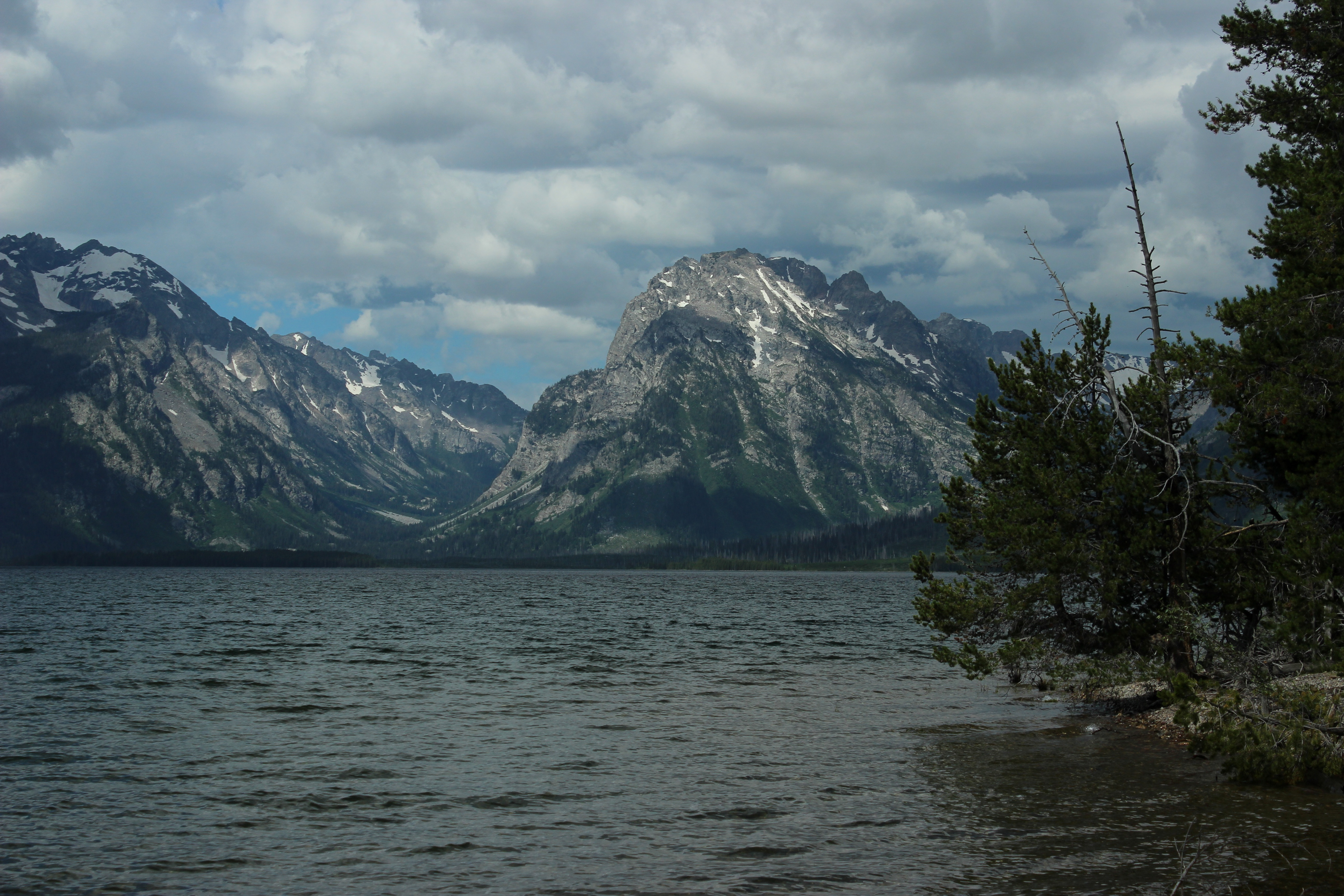
Zatoka Colter Bay, nad którą leży osada